# Стимбот-Ривер
Стимбот-Ривер (англ. Steamboat River) — тауншип в округе Хаббард, Миннесота, США. На 2000 год его население составило 123 человека.

## География
По данным Бюро переписи населения США площадь тауншипа составляет 93,2 км², из которых 89,4 км² занимает суша, а 3,8 км² — вода (4,03 %).

## Демография
По данным переписи населения 2000 года здесь находились 123 человека, 50 домохозяйств и 43 семьи. Плотность населения — 1,4 чел./км². На территории тауншипа расположена 121 постройка со средней плотностью 1,4 построек на один квадратный километр. Расовый состав населения: 96,75 % белых, 0,81 % афроамериканцев, 1,63 % коренных американцев и 0,81 % азиатов.
Из 50 домохозяйств в 28,0 % воспитывались дети до 18 лет, в 80,0 % проживали супружеские пары, в 4,0 % проживали незамужние женщины и в 14,0 % домохозяйств проживали несемейные люди. 12,0 % домохозяйств состояли из одного человека, при том 6,0 % из — одиноких пожилых людей старше 65 лет. Средний размер домохозяйства — 2,46, а семьи — 2,67 человека.
22,0 % населения — младше 18 лет, 4,1 % — в возрасте от 18 до 24 лет, 22,8 % — от 25 до 44, 26,8 % — от 45 до 64, и 24,4 % — старше 65 лет. Средний возраст — 47 лет. На каждые 100 женщин приходилось 108,5 мужчин. На каждые 100 женщин старше 18 приходилось 113,3 мужчин.
Средний годовой доход домохозяйства составлял 42 750 долларов, а средний годовой доход семьи — 43 500 долларов. Средний доход мужчин — 30 417 долларов, в то время как у женщин — 43 333. Доход на душу населения составил 20 335 долларов. За чертой бедности находились 6,8 % семей и 7,2 % всего населения тауншипа, из которых 17,6 % младше 18 лет.